# Jörg Breu der Jüngere
Jörg Breu der Jüngere (* nach 1510 in Augsburg; † 1547 in Augsburg) war ein Maler, Miniaturist und Zeichner.

## Leben
Nach einer Ausbildung, vermutlich bei seinem Vater Jörg Breu dem Älteren, übernahm er 1534 dessen Werkstatt und Meisterrecht in Augsburg. Ottheinrich von der Pfalz war sein bedeutendster Auftraggeber, für ihn übernahm Breu 1536/37 die Ausmalung einiger Zimmer in dessen Jagdschloss Grünau bei Neuburg an der Donau.
In Augsburg erneuerte er 1538 die Ausstattung der Zunftstube im Weberhaus.

## Werke

### Gemälde
- Eroberung von Rhodos durch Königin Artemisia, Öl auf Holz, 1535. Bayrische Staatsgemäldesammlung München

### Holzschnitte
- Der reiche Prasser und der arme Lazarus, dat. 1535
- Gartenfest in Venedig, 1539
- Die Geschichte Susannas, dat. 1540
- Kaiserl. Schlittenfahrt, um 1540
- Die Belagerung von Algier, monogr. und dat. 1541
- Kampfszene, 1543[1]
- Opferung Isaaks, 1545